# ناو هواپیمابر شینانو
ناو هواپیمابر شینانو (به انگلیسی: Japanese aircraft carrier Shinano) یک ناوهواپیمابر بود که طول آن ۲۶۵٫۸ متر (۸۷۲ فوت ۲ اینچ) بود. این زیردریایی در سال ۱۹۴۴ ساخته شد.